# 寿光市第一中学
寿光市第一中学（英語：Shouguang No.1 Middle School），简称寿光一中，是位于中国山东省寿光市的一所高级中学，创办于1957年，2008年8月迁入位于文圣街3170号的新校址，是山东省省级规范化重点高中。截至2019年，寿光一中共有教职工810名、学生7250名，教学班134个，党委书记为毕德亮。

## 历史
1957年春，寿光县人民政府决定并报请上级批准，在寿光县城筹建一所初级中学，定名为山东省寿光第三中学，校址选定在旧县城小西门外，徵北关村耕地34亩，于6月初破土动工，第一期工程仅用三个月时间便基本竣工。当时，寿光境内已有寿光一中（寒桥，今寿光中学）与寿光二中（田柳，2017年8月迁至洛城）两所中学，但寿光县城却没有一所中学，寿光三中的建立改变了这一状况:3。1957年9月10日，学校招收第一届初中班:3，1960年开始增设高中班，学校成为完全中学:4。1962年，寿光师范、省盐业学校（大家洼）撤销，师范四排共计36间教室划归三中，师范、盐校的部分校产划拨三中，部分教师也调入学校，办学条件得到进一步改善。1963年，寿光三中被确定为昌潍地区重点中学:5。
1966年，「文化大革命」爆发，学校于当年停止招生。1968年3月，学校招收四个初中班、两个高中班。同年8月，又招收四个初中班、两个高中班，学生入校后至春节前又解散，将学生安排到各公社中学。在毛泽东「八·二五指示」和山东「侯王建议」下，到年底，学校大部分外籍教师被迫调回原籍工作，本县教师也回到本公社中学任教。而与此同时，学校66—68届毕业生也相继毕业离校。至此，寿光三中名存实亡:9。
1969年，寿光县革命委员会决定借寿光三中校舍筹建寿光县五七劳动大学，但尚未招生。1970年5月，「五·七劳大」更名为「五·七红校」，先后举办了两期不同专业的短训班。1972年春，「五·七红校」与党校合并，称为「五·七幹校」，后迁至寿光县委党校:9。
1972年秋，县革委会决定将寿光三中更名为寿光县中，从城关中学拨进三个高一班组成。1973年春节后，学校招收四个初中班、四个高中班，学制为两年，春季始业。1974年8月，学校招生改为秋季始业，共招收两个初中班、四个高中班，学制仍为两年。1975年8月，学校更名为城关一中，共招收八个高中班，并于当年起停止招收初中班。1976年，因寿光师范恢复招生，1962年划拨三中的部分校舍悉数退还师范:10。
1978年1月，寿光县委、县政府决定将学校更名为寿光一中，原寿光一中同时更名为寿光三中（后者于1995年5月更名为寿光中学）。同年8月，学校取消革委会，恢复校长制。1980年5月，学校被省体委定为「山东省体育传统项目学校」和「排球训练基地」。1982年8月，学校招收六个高中班，学制改为三年:11-12。到1984年，学校拨乱反正，教育教学秩序走上正常轨道，教学质量稳步提高，高考成绩一直稳居寿光县第一名、潍坊市前茅，实验楼、学生宿舍楼、西教学楼先后建成，改善了办学条件:13。
1985年至1990年，学校新建教学楼、餐厅、阶梯教室、伙房、办公楼各一幢，教工宿舍楼两幢，新建花园两处，球场9处，购置电脑8台，极大地改善了办学条件，学校先后被评为「潍坊市教书育人先进单位」、「寿光县教书育人先进单位」等。1990年，寿光一中顺利通过全省首批公办中学校舍改造验收。1994年3月，寿光一中被定为副县级单位。1997年9月，寿光一中通过省级规范化学校验收，成为全市第一所省级规范化高中。1999年7月，学校科技实验楼及扩建的新东教学楼顺利竣工:14-16。
1999年12月30日，寿光市委、市政府决定整合县域教育资源，举办高等职业教育，寿光师范（含寿光教师进修学校、潍坊广播电视大学寿光分校）教工、土地、校舍、资产划归寿光一中，寿光师范撤销，原进修学校迁至寿光市劳动技校（今寿光市职业教育中心学校），原电大分校迁至齐鲁经济学院（今潍坊科技学院）:17。至此，寿光一中规模空前扩大，校园面积扩大到350亩，建筑面积12万平方米。到2001年，寿光一中共有教职工550名、学生5000余名。
2004年10月，学校塑胶跑道运动场及体育馆先后竣工并启用。2006年12月28日，寿光市人民政府决定建设寿光一中新校，新校于2007年3月26日在北环路中段（今文圣街3170号）奠基，并于2008年8月1日顺利竣工。同年8月20日，寿光一中迁入现校址。

## 现状

### 概况
截至2019年，寿光一中（含寿光文圣实验学校）共有教职工810名、学生7250名，设有教学班134个（不含寿光文圣实验学校）。该校校训为「求真、崇善、创美、尚勇」，办学理念为「一切为了学生健康成长」，校歌为《走向辉煌》。校长寄语为「更美一中，因为有你」。自2003年至2015年，已有140余名学生考入清华、北大。

### 校园环境
寿光一中校址位于寿光市文圣街3170号，东临正阳路、西临幸福路、南临健康街、北临文圣街，3路、11路、18路、20路公交车从学校经过。校园面积500亩，其中建筑面积18万平方米。校舍建筑物包括图书电教楼、科技实验楼、艺术楼、行政办公楼、食堂餐厅、行健体育馆、六幢教学楼、九幢学生公寓、一幢教师公寓、两个标准运动场，以及校内的主干道（名为「汇文大道」），学校规划以「人文·生态·自然」为宗旨，以「生态校园、理性秩序、传承文脉、情感空间」为理念，并采用「一心一带三轴、疏密有致、林水交融」的规划结构。男生公寓楼群名为「乾园」，女生公寓楼群名为「坤园」。

## 历任领导
| 校长 - 炳光（1957年8月—1963年7月，寿光三中副校长主持工作） - 丛树本（1963年7月—1968年8月，寿光三中校长） - 张如九（1968年7月—1971年8月，寿光三中革命委员会主任） - 崔洛滨（1972年8月—1975年8月，寿光县中革命委员会主任；1975年8月—1976年7月，寿光城关一中革命委员会主任） - 蔺燕春（1976年8月—1978年1月，寿光城关一中革命委员会主任；1978年1月—1978年8月，寿光一中革命委员会主任；1978年8月—1982年12月，寿光一中校长） - 张华庆（1982年12月—1984年8月；1996年4月—1998年6月） - 徐金龙（1984年9月—1996年3月） - 李宪春（1998年7月—2004年8月） - 李玉明（2004年8月—2015年10月） - 王继林（2015年10月—2018年8月） - 魏华中（2018年8月—2021年7月） - 肖学军（2021年8月—2024年8月） | 党委书记 - 炳光（1957年9月—1961年7月，寿光三中党支部书记） - 巩刚（1961年7月—1963年7月，寿光三中专职党支部书记） - 丛树本（1963年7月—1968年8月，寿光三中党支部书记） - 崔洛滨（1972年8月—1975年8月，寿光县中党支部书记；1975年8月—1976年7月，寿光城关一中党支部书记） - 蔺燕春（1976年8月—1978年1月，寿光城关一中党支部书记；1978年1月—1982年12月，寿光一中党支部书记） - 张华庆（1982年12月—1989年8月，寿光一中党支部书记；1989年9月—1996年4月，寿光一中党总支书记） - 李宪春（1997年8月—1998年7月，寿光一中党总支书记） - 张文南（1998年7月—2000年12月，寿光一中党总支书记；2000年12月—2002年1月，寿光一中党委书记） - 张延安（2002年1月—2006年1月） - 黄本东（2006年1月—2010年8月） - 王继林（2010年8月—2018年8月） - 魏华中（2018年8月—2021年7月） - 肖学军（2021年8月—2024年8月） - 毕德亮（2024年8月—） |

## 荣誉
截至2015年，寿光一中已获各级各类荣誉100多项，主要包括：
- 山东省规范化学校
- 全国奥赛金牌学校
- 全国科技教育示范单位
- 全国学习科学实验学校
- 全国养成教育实验学校
- 山东省素质教育先进单位
- 山东省体育专充项目学校
- 山东省艺术教育示范学校